# Гніздичів
Гнізди́чів (Кохавине) — селище Стрийського району Львівської області на правому березі річки Стрий, за 4 км на південь від Жидачева.

## Історія

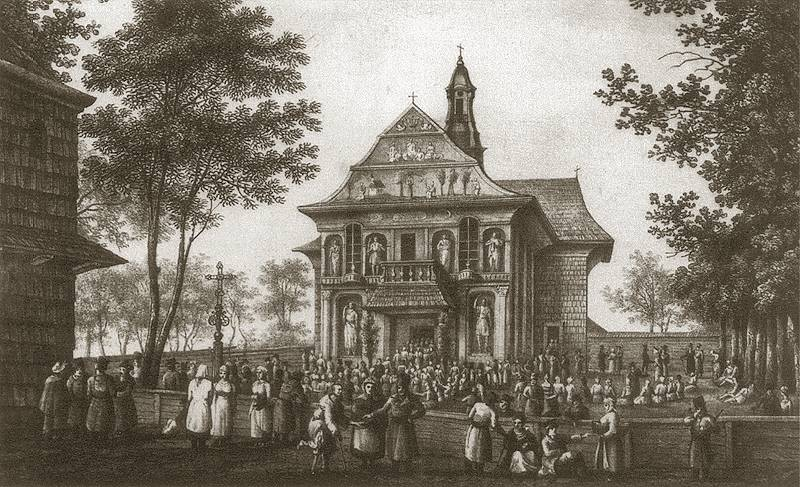
Наполеон Орда. Проща в Кохавині

Відпустове місце Кохавине відоме з 1646 р. — часу появи там Чудотворної ікони Матері Божої Кохавинської. Спочатку на тому місці для образу було збудовано невелику каплицю, а пізніше, у 1748 р. — простору дерев'яну церкву. Поруч з нею був побудований монастир кармелітів.
За цей час було зафіксовано багато випадків зцілень перед іконою, а тому спеціальна комісія, що вивчала це явище, оголосила її Чудотворною. Сталося це 26 травня 1755 р.
У 1789 р. за австрійського імператора Йосифа II монастир було ліквідовано. Він вдруге відродився тільки у 1855 р. Тоді ж було відновлено давню каплицю і реставровано образ. 1868 року було закладено наріжний камінь під новий храм, який освячено 1 вересня 1894 р.
Визначною подією в історії Кохавина став день 15 серпня 1912 р., коли відбулась коронація ікони, на яку зібралась велика кількість прочан не тільки з Галичини, але й інших країн Європи.
З 1931 р. монастирем володіли отці єзуїти, які під час Другої світової війни (25 травня 1944 р.) вивезли образ Кохавинської Матері Божої до монастиря в селі Стара Весь (Польща).
У березні 1990 р. давню святиню взяли під свою опіку отці Редемптористи, які не тільки повернули стару назву цьому селу, але й докладають чимало зусиль, щоб повернути йому колишню славу.

## Населення

### Мова
Розподіл населення за рідною мовою за даними перепису 2001 року:
| Мова       | Кількість | Відсоток |
| ---------- | --------- | -------- |
| українська | 4173      | 99.38%   |
| російська  | 20        | 0.48%    |
| румунська  | 5         | 0.12%    |
| білоруська | 1         | 0.02%    |
| Усього     | 4199      | 100%     |

## Політика

### Парламентські вибори, 2019
На позачергових парламентських виборах 2019 року у селищі функціонували окремі виборчі дільниці № 460364 і 460365, розташовані у приміщенні селищної ради і народного дому відповідно.
Результати
- зареєстровано 3186 виборців, явка 53,39%, найбільше голосів віддано за «Голос» — 25,28%, за «Слугу народу» — 24,87%, за «Європейську Солідарність» — 13,40%.[3] В одномандатному окрузі найбільше голосів отримав Андрій Кіт (самовисування) — 34,40%, за Андрія Гергерта (Всеукраїнське об'єднання «Свобода») — 19,12%, за Володимира Гаврона («Голос») — 16,16%[4].

## Пам'ятки
- Монастир кармелітів Святого Герарда (XVIII століття) з Вознесенським костелом[d] (1868–1894, розпису в стилі модерн) і каплицею (1903) над цілющим джерелом. Тут зберігалася коронована Папою Пієм X чудотворна Ікона Кохавинської Богородиці.
- Братська могила радянських воїнів[d]
- Місце бою воїнів УПА з військами НКВД

## Промисловість
У Гніздичеві знаходиться Кохавинська паперова фабрика. Залізнична станція. Спиртовий, комбікормовий заводи.

## Відомі люди

### Народилися
- Казімеж Гроховський (1873—1937) — польський геолог, етнограф, археолог.
- Юзеф Бей[pl] (1895–1980) — майор жандармерії Війська Польського.
- Чекалюк Емануїл Богданович (1909—1990) — український учений, інженер нафтової та статистичної термодинаміки, доктор технічних наук, заслужений діяч науки і техніки УРСР.
- Чеслав Стопка[pl] (1936–2019) — польський актор театру, телебачення та кіно.
- Мирослав Котович-«Олексій» — окружний референт Служби безпеки ОУН Тернопільської та Кам'янець-Подільської округ ОУН.[5]
- Шкумат Роман Ярославович (* 1989) — солдат Збройних сил України, учасник російсько-української війни.
- Гайда Денис Ростиславович — старший солдат ЗСУ, доброволець ДУК «Правий сектор», учасник російсько-української війни.

## Фотографії

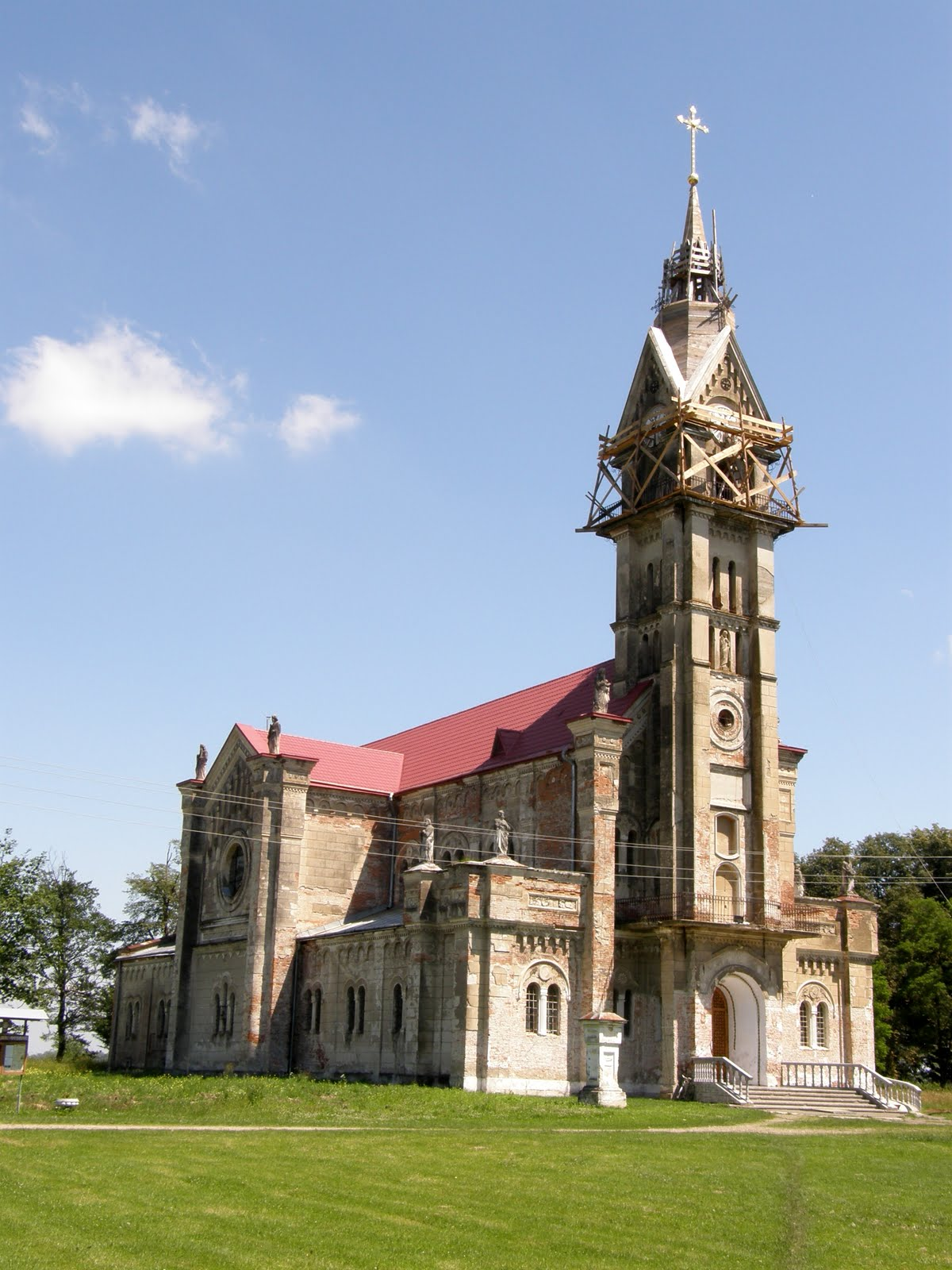
Монастир Св. Герарда
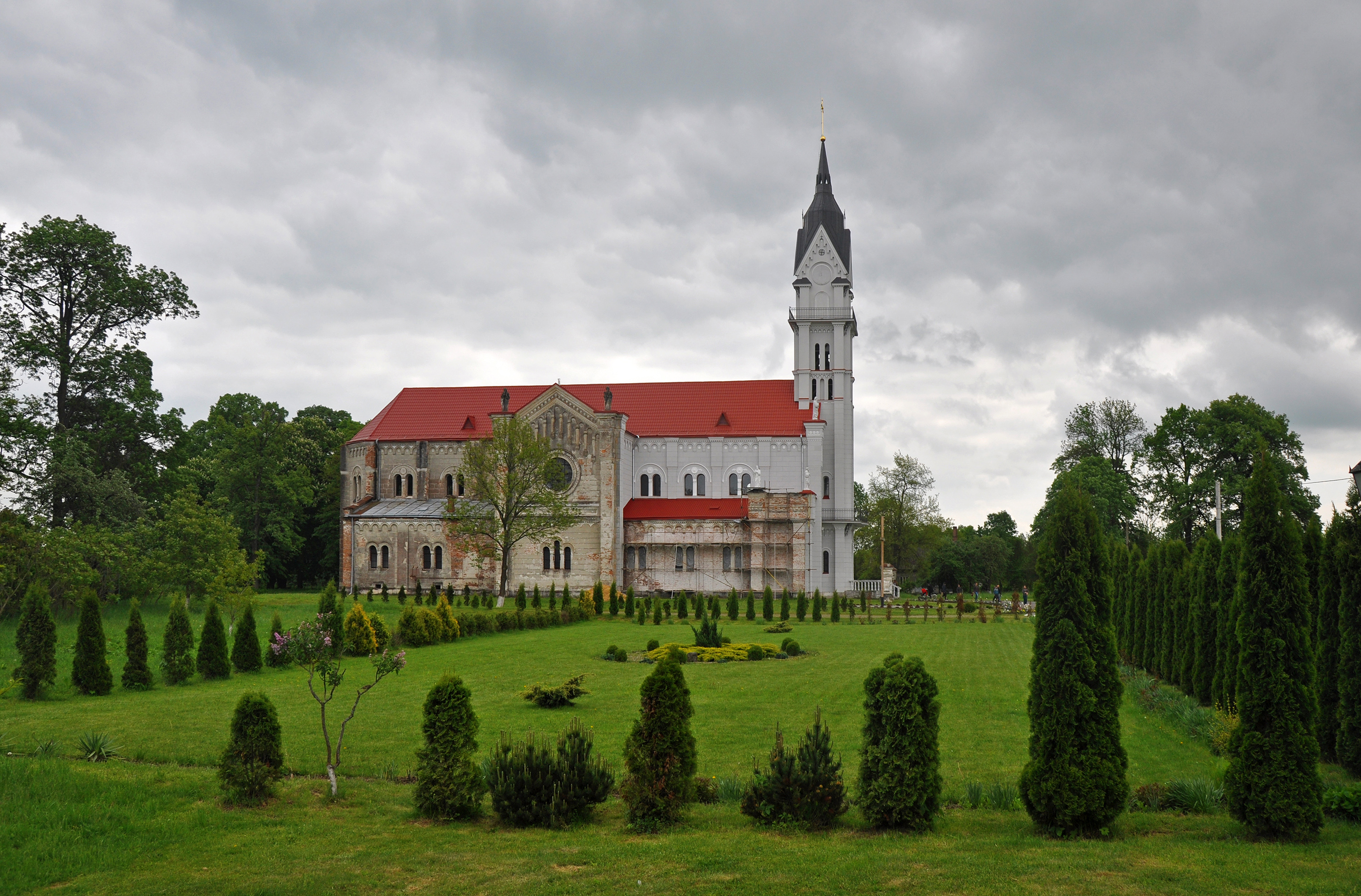
Монастир навесні 2016 року